# TLI-Test
Als TLI-Test wird ein vor allem in der Tiermedizin bei Hund und Katze angewandtes Verfahren zur Diagnostik von Erkrankungen der Bauchspeicheldrüse, vor allem der exokrinen Pankreasinsuffizienz, bezeichnet. TLI steht hierbei als Abkürzung für trypsin-like immunoreactivity (engl. für trypsin-ähnliche Immunreaktivität). Das Prinzip des Untersuchungsverfahrens ist der Nachweis von im Blut zirkulierenden, von der Bauchspeicheldrüse gebildeten Proteinen. Er ist auch aussagekräftig bei der oralen Verabreichung von Bauchspeicheldrüsenenzymen.
Erniedrigte Werte finden sich bei einer durch Atrophie der Azinuszellen ausgelösten exokrinen Pankreasinsuffizienz, nicht hingegen, wenn diese Erkrankung durch eine Verlegung des Pankreasausführungsganges ausgelöst wurde. Beim Vorliegen einer Bauchspeicheldrüsenentzündung oder auch bei schwerwiegendem Nährstoffmangel und bei Nierenversagen kommt es zu erhöhten Werten.
Da Trypsinogen und Trypsin relativ schnell über die Niere ausgeschieden werden, ist die Serumhalbwertzeit der TLI recht kurz, was zu einer Limitierung im Hinblick auf die diagnostische Aussagekraft des Tests beim Vorliegen einer Pankreatitis vor allem im Vergleich zum PLI-Test führt.